# Обри II (Макон)
Обри II (на френски: Albéric ou Aubry II de Mâcon, * ок. 935, † 982) от Дом Макон, е граф на Макон (966 – 982), Безансон (965 – 982) и на Свободното графство Бургундия (958/961 – 982).

## Биография
Той е единственият син и наследник на граф Леталд II от Макон († 958/961) и първата му съпруга Ермингарда (Ирменгарда) де Вержи († пр. 948), дъщеря на граф Манасес I Стари († 918), граф на Шалон и Дижон и сестра на херцог Гизелберт от Бургундия († 956).
Обри е споменат за пръв път през 942 г. в документ на баща му. Като граф е споменат за пръв път в документ от 20 август 960 г. За последен път е споменат в документ от 981 г.

## Фамилия
Обри II се жени за Ерментруда († 5 март 1002/1005), дъщеря на граф Райналд от Руси († 10 май 967) и на Алберада, дъщеря на херцог Гизелберт от Лотарингия и Герберга Саксонска. Двамата имат децата:
- Леталд, епископ на Безансон
- Обри († сл. 991), абат на Сен-Пол в Безансон
- Беатрикс (974 – 1030), омъжва се I. 975 г. за граф Готфрид I от Гатине († сл. 991), и II. за Хуго дьо Перш († сл. 1000).

След неговата смърт вдовицата му се омъжва през 982 г. за граф Ото Вилхелм от Иврейската династия, син на краля на Италия. Той поема Макон и Бургундия.